# Hrabstwo Nicholas (Kentucky)

Piramida wieku hrabstwa

Hrabstwo Nicholas – hrabstwo w USA, w stanie Kentucky. Według danych z 2010 roku, hrabstwo zamieszkiwało 7135 osób. Siedzibą hrabstwa jest Carlisle.